# Macedonio Villafán Broncano
Macedonio Villafán Broncano (* 1949 in Taricá, Provinz Huaraz, Region Ancash, Peru) ist ein peruanischer Schriftsteller, der auf Spanisch und Ancash-Quechua schreibt. Er ist einer der sehr wenigen Quechua-Autoren, die in einer Variante des Waywash-Quechua schreiben.

## Leben
Macedonio Villafán ging an Primarschulen in Taricá und Huaraz, wo er auch das Colegio besuchte. Er studierte Literatur an der Universidad Nacional de Trujillo und machte sowohl den Magister als auch die Dissertation an der Universidad Nacional Mayor de San Marcos in Lima. Er ist Professor für lateinamerikanische Literatur an der Universidad Nacional Santiago Antúnez de Mayolo.
1988 veröffentlichte er Apu Kolkijirka, eine Erzählung (willakuy) mit sieben Kapiteln ganz auf Ancash-Quechua von Huaylas, in welcher der Berg (Apu) Kolkijirka (Qullqihirka, Silberberg) als Ich-Erzähler die Geschichte des Quechua-Dorfes Cutacancha erzählt. Zusammen mit Porfirio Meneses Lazón erhielt er hierfür 1997 den Quechua-Literaturpreis der Universidad Nacional Federico Villarreal in Lima. Die zweite Ausgabe dieses Buches von 1998 enthält zusätzlich sieben Kurzgeschichten (ichik kwentukuna).
1999 erschien sein Buch Los hijos de Hilario mit sieben Erzählungen auf Spanisch, in denen er vom Leben der Menschen im Callejón de Huaylas von heute schreibt. Villafán ist außerdem Autor von Gedichten für Kinder (Capulí) und Herausgeber einer Anthologie mit Gedichten aus Ancash A mar y nieve und Mitherausgeber von Huandoy y Huascarán mit Narrativen aus Ancash.

## Werke

### Erzählungen auf Spanisch
- 1999: Los hijos de Hilario

### Erzählungen und Kurzgeschichten auf Quechua
- 1988: Apu Kolkijirka
- 1998: Apu Kolkijirka y siete relatos cortos